# Francisco Garrido Peña
Francisco de Asís Garrido Peña (Sevilla, 25 de març de 1958) és un polític ecologista espanyol, membre de Los Verdes. Fundà i liderà les Juventudes Comunistas de Andalucía (1978), d'on fou expulsat per propugnar una nova esquerra alternativa. El 1978 convocà la primera manifestació gay a Madrid, i el mateix any fou detingut a Berlín per portar propaganda a favor de la dissidència d'Alemanya Oriental i expulsat de Cuba pel mateix motiu. També participà a Roma en la fundació del Comitè Internacional del Front Polisario. Del 1980 al 1982 es va haver d'exiliar a Bèlgica per haver desertat de l'exèrcit espanyol, i tornà clandestinament i amb nom fals a Andalusia fins a la prescripció del delicte. El 1989 fundà Los Verdes de Andalucía. El 1992 va fer una vaga de fam a l'Arbre de Guernica contra la violència d'ETA, per la qual cosa se li va concedir el Premi Anne Frank per la no-violència i la pau. El 1993 encapçalà la candidatura ecologista a la Presidència del Govern espanyol, i entre 1994 i 1996 fou diputat al Parlament andalús per la coalició entre Izquierda Unida i Los Verdes. Signà acords electorals amb el PSOE el 2000 i el 2004, essent elegit diputat al Congrés dels Diputats (2004-2008). Portà al Congrés la campanya del Projecte Gran Simi pels drets dels altres homínids, i una proposta de llei dels drets dels animals, sense aconseguir que el PSOE recolzés finalment cap de les dues iniciatives. Doctor en Filosofia del Dret per la Universitat de Granada, és professor a la Universitat de Jaén.
Actualment forma part de Paralelo 36, un espai de reflexió d'ideologia andalusista i d'esquerres.